# Тархана
Тархана або  трахана (вірм. թարխանա, грец. τραχανάς, перс. ترخینه,, тур. tarhana) — суха речовина з ферментованої суміші зерна та кислого молока, призначена для тривалого зберігання. Завдяки вмісту кислот і низького рівня вологи молочний білок зберігається в тархані протягом тривалого часу. Зазвичай використовується для приготування густого супу або каші з водою, бульйоном або молоком.
Спосіб збереження молока в вигляді висушеного тіста, подібного локшині, має перське походження і широко поширене в країнах Балканського півострова. Рецептура може відрізнятися в різних районах. Тархана — типова заготівля, що виникла у відповідь на необхідність зберегти наявні в достатку сезонні продукти на період їх відсутності. У сільських районах протягом століть тархана була основним продуктом харчування. В умовах, коли доступні свіжі продукти або є можливість зберігати їжу в холодильнику, використання тархани в кулінарії є виключно справою смаку.

## Етимологія
Хілл і Брайер припускають, що тархана пов’язана з грецьким τρακτόν (trakton, романізоване як tractum), згущувачем, про який писав Апіцій у І столітті нашої ери, який більшість інших авторів вважають різновидом крекерної крихти. Делбі (1996) пов’язує це з грецьким τραγός/τραγανός (tragos/traganos), описаним (і засудженим) у «Геопоніка» Галена 3.8. Уівер (2002) також визначає його західне походження.
Перрі, з іншого боку, вважає, що фонетична еволюція τραγανός до tarhana малоймовірна, і що вона, ймовірно, походить від перської: ترخوانه tarkhwāneh. Він вважає схожість з τραγανός і τραχύς «грубим» випадковим, хоча він припускає, що τραχύς, можливо, вплинув на слово народною етимологією.

## Виготовлення
При виробництві тархани подрібнене зерно, борошно або крупу змішують з заквашеним або збродженим молоком, додають варені овочі, сіль, спеції, прянощі. Тісту дають перебродити протягом 4–5 днів, потім висушують, подрібнюють і просівають. Отриманий порошок зберігають у тканинних мішках або в глиняних посудинах в провітрюваних приміщеннях.
В результаті бродіння в тісті утворюються молочна кислота та інші сполуки, які надають тархані характерний кислуватий смак і гарантують безпеку молочних білків. В процесі бродіння рН знижується до 3.4–4.2, а на стадії сушки до 6–10% знижується вологість, в результаті утворюється середовище, що несприятливе для гнильних бактерій, грібв і патогенних мікроорганізмів.
У Вірменії тархану готують з мацоні і яєць, змішаних з пшеничним борошном і крохмалем в рівних частках. Тісто обробляють на невеликі шматочки, висушують і зберігають у скляних банках. В Туреччині подрібнену пшеницю або грубе борошно змішують з йогуртом і заквашеними овочами, а потім висушують. Грецька «тархана» містить тільки подрібнену пшеницю або кус-кус і заквашене молоко. У Болгарії та Македонії «тархану» готують з йогуртом і додають будь-які доступні овочі — помідори, солодкий перець, селеру, нут, і рясно присмачують травами. Для приготування тархани в Туреччині і на Балканах використовують рослину Колючоносник Сібтіорпа (Echinophora sibthorpiana), яку тут називають «тархана».

## Використання в кулінарії
Урахану готують як густий суп або кашу. Порошок замочують в бульйоні, воді або молоці, потім відварюють. У Туреччині «тархана чорбаси» вважається найпопулярнішим супом. В Албанії суп з тархани, приготовленої з пшеничного борошна і йогурту, подають з хлібними сухариками (крутонами). На Кіпрі трахану вважають місцевим делікатесом і часто подають зі шматочками сиру халлумі.

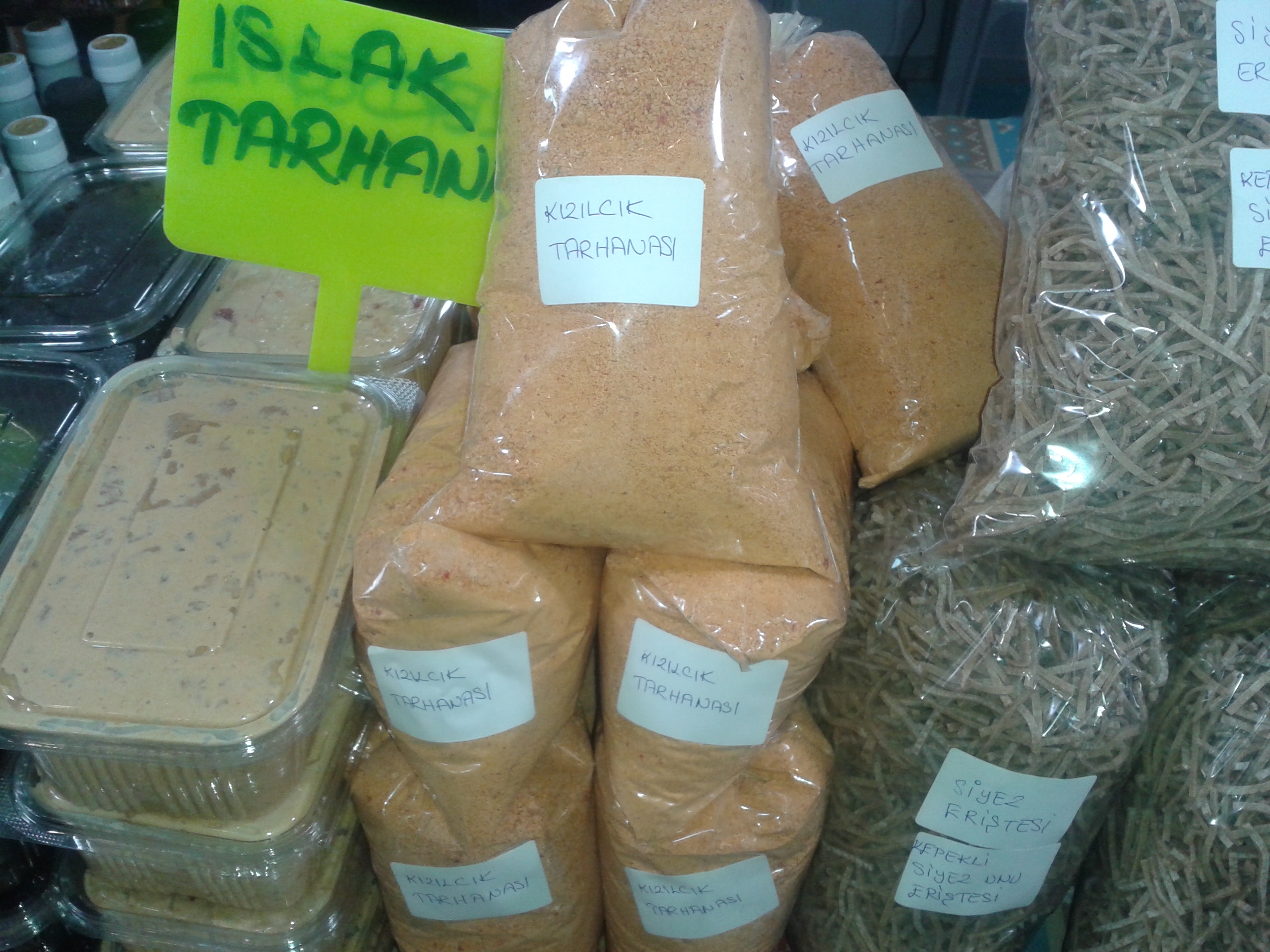
Різні види тархани на ринку в Туреччини
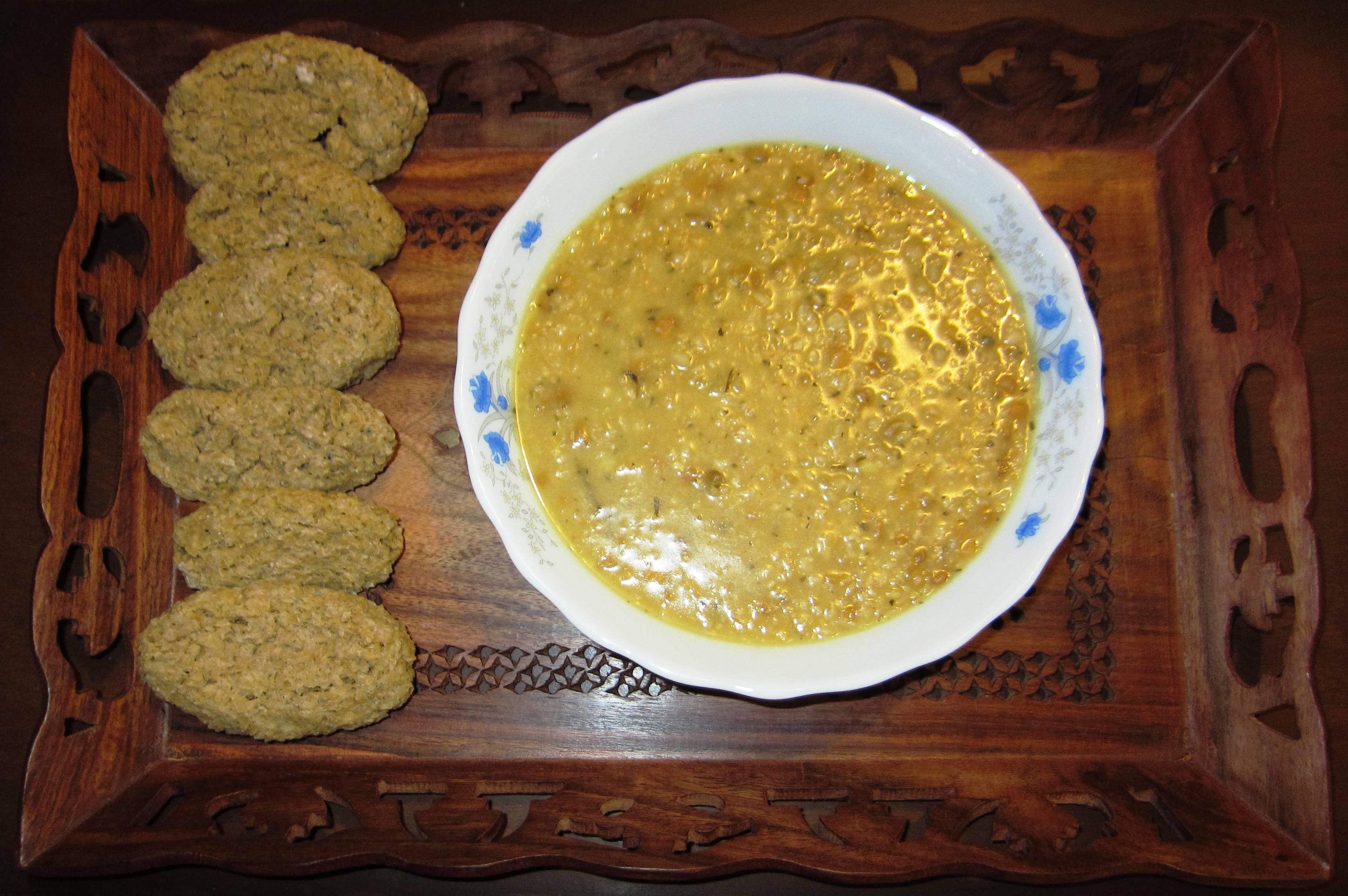
Тархана: заготівля (зліва) і готова страва (праворуч)
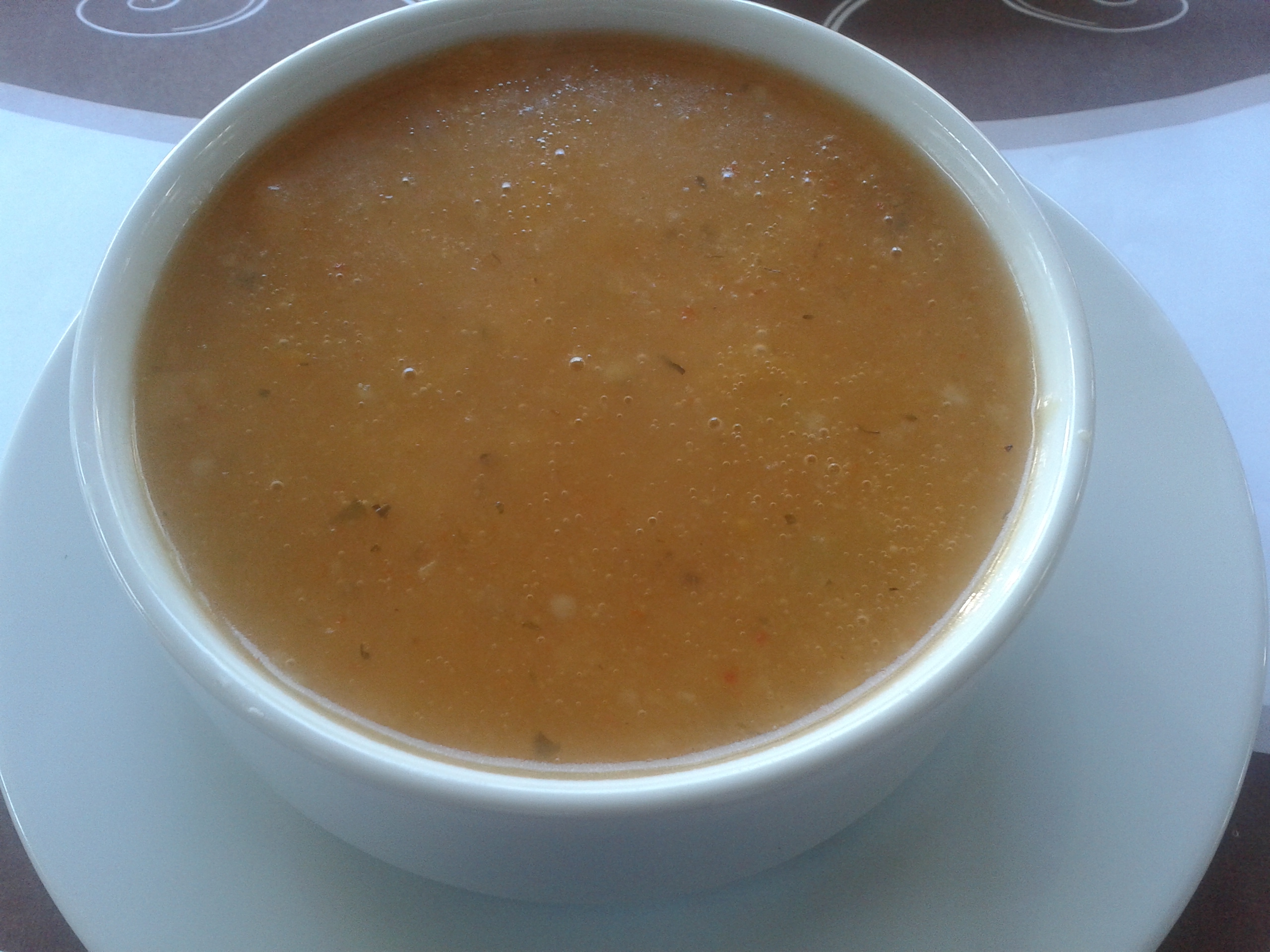
Турецька тархана чорбаси